# Grassflat
Grassflat est une census-designated place située dans le comté de Clearfield, dans l’État de Pennsylvanie, aux États-Unis. Lors du recensement de 2020, elle compte 479 habitants.